# 밍산구 (야안시)

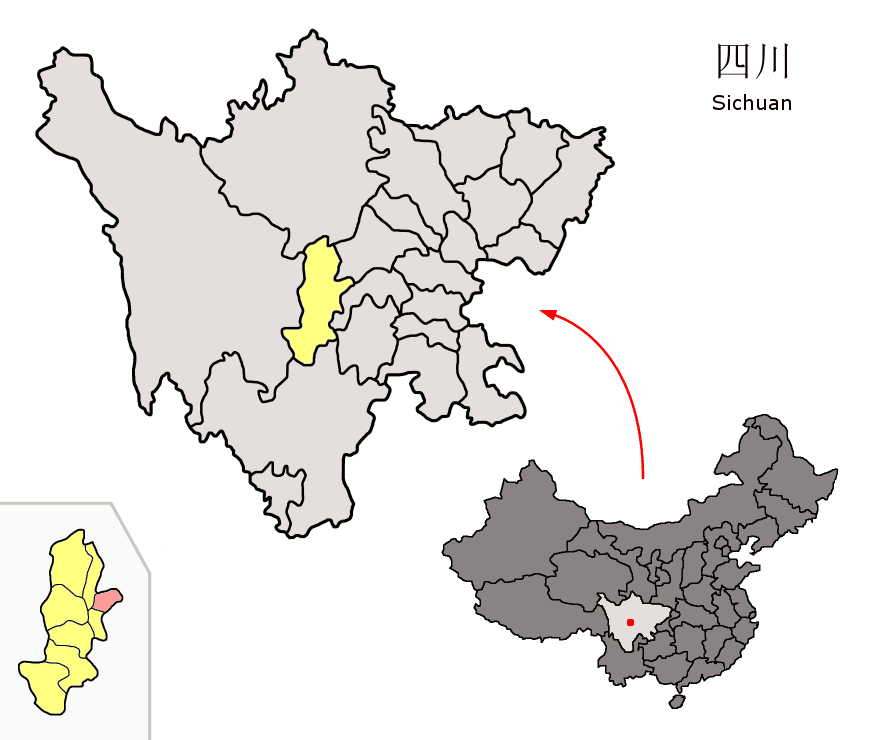
밍산 구의 위치

밍산구(한국어: 명산구, 중국어: 名山区, 병음: Míngshān Qū)는 중화인민공화국 쓰촨성 야안 시의 시할구이다. 넓이는 614km2이고, 인구는 2007년 기준으로 270,000명이다.

## 행정 구역
9개 진, 11개 향을 관할한다.
- 진: 蒙阳镇, 百丈镇, 车岭镇, 永兴镇, 马岭镇, 新店镇, 蒙顶山镇, 黑竹镇, 红星镇.
- 향: 城东乡, 前进乡, 中峰乡, 联江乡, 廖场乡, 万古乡, 红岩乡, 双河乡, 建山乡, 解放乡, 茅河乡.